# Kamenevita
La kamenevita és un mineral de la classe dels silicats que pertany al grup de la umbita. Rep el nom en honor del destacat geòleg rus Evgeniy Arsenievich Kamenev (1934-2017) que va contribuir molt a la geologia del complex de Khibini.

## Característiques
La kamenevita és un inosilicat de fórmula química K₂TiSi₃O₉(H₂O). Va ser aprovada com a espècie vàlida per l'Associació Mineralògica Internacional l'any 2017. Cristal·litza en el sistema ortoròmbic. La seva duresa a l'escala de Mohs és 4.
L'exemplar que va servir per a determinar l'espècie, el que es coneix com a material tipus, es troba conservat a les col·leccions del Museu Mineralògic Fersman, de l'Acadèmia de Ciències de Rússia, a Moscú (Rússia), amb el número de registre: 5027/1.

## Formació i jaciments
Va ser descoberta a la mina subterrània d'Oleniy Ruchey, situada al mont Suoluaiv, dins el districte de Lovozero (óblast de Múrmansk, Rússia). També ha estat descrita al mont Rasvumtxorr, al massís de Khibini, també dins de la mateixa província russa. Aquests dos indrets són els únics de tot el planeta on ha estat descrita aquesta espècie mineral.